# Скорострельная пушка

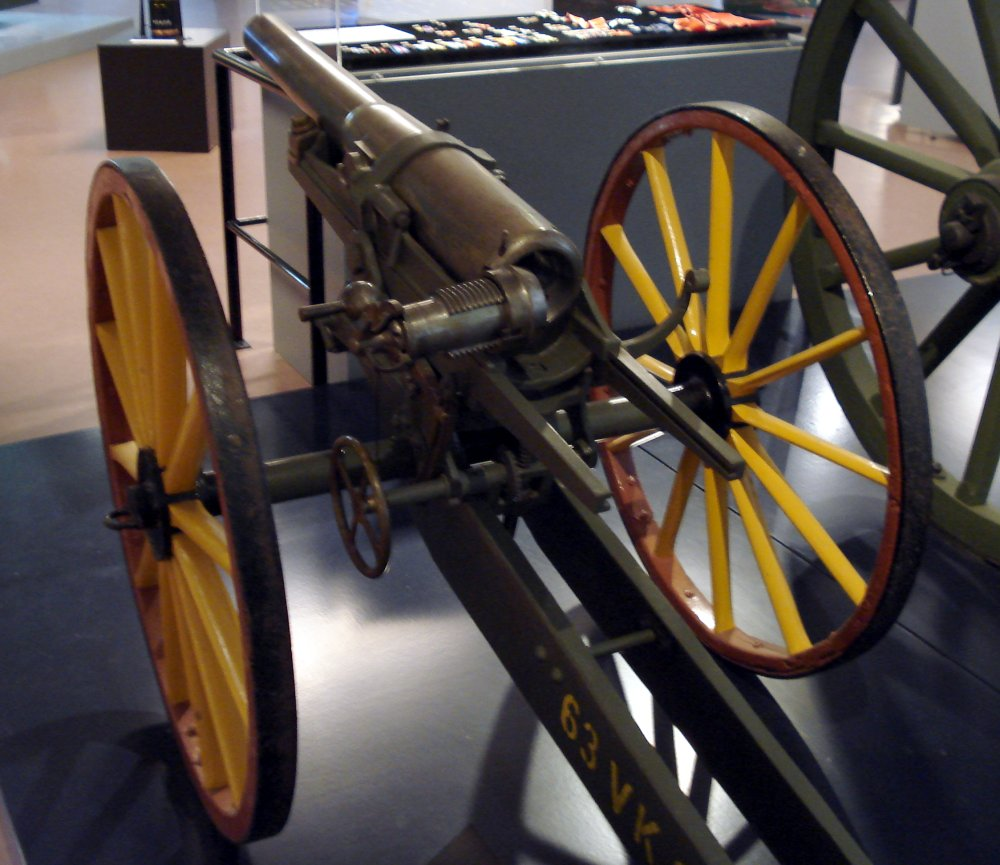
Скорострельная пушка Барановского.

Скорострельная пушка (скорострельные пушки, скорострельные орудия) — Артиллерийское орудие, обычно пушка или гаубица, которое имеет характеристики, способствующие ведению беглого огня, и которое позволяет в весьма короткий промежуток времени сделать много выстрелов, не требуя при этом наводки для каждого выстрела из наведённого в первый раз орудия.
Скорострельное орудие было представлено в середине 1870-х годов и, начиная с 1890-х годов, оказало заметное влияние на войну как на суше так и на море.

## История

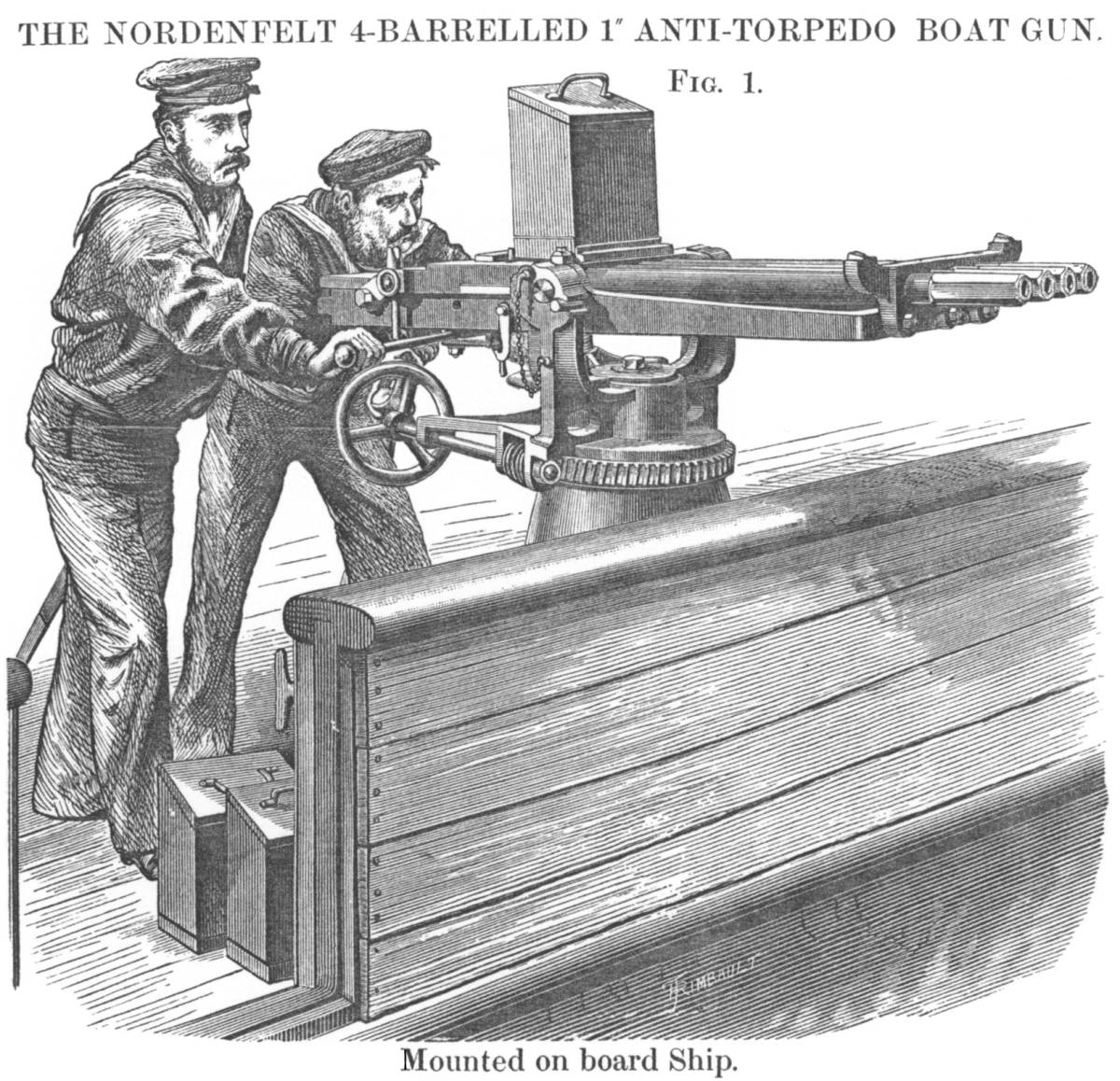
Ксилография изображает стрелков Королевского флота во время управления четырёхствольной однодюймовой картечницы Норденфельда. Командир картечницы, слева, руководит тренировочным маховиком

Для достижения победы в ходе военных (боевых) действий требовалось более совершенное вооружение для поражения в короткое время целей (противника), обладающих подвижностью на поле боя или на море. Инженеры многих ведущих государств мира задумывались об увеличении скорострельности единичного орудия как на суше, так и на море. Скорострельность орудия зависит от:
- лафета;
- затвора;
- прицела;
- выстрела.

### На море
Королевский ВМФ Великобритании в 1881 году выдал запрос на скорострельные пушки, которые могли бы вести огонь с темпом минимум 12 выстрелов в минуту. Такая скорострельность была необходима для борьбы с первыми торпедами и торпедными лодками, которые составляли значительную угрозу большим кораблям Королевского ВМФ.
Первой скорострельной лёгкой пушкой стал 1-дюймовый пулемёт Норденфельта, созданный в Англии в 1880 году. Пушку разработали для защиты больших кораблей от новых малых быстрых торпедных лодок, которые появились в конце 1870-х — начале 1880-х годов. Пушка была увеличенным образцом пулемёта с механическим приводом конструкции Норденфельта винтовочного калибра и разработана Хельге Палмкранцем. Пушка стреляла унитарными патронами со стальной пулей и латунной гильзой.
Пушка имела версии с одним, двумя и четырьмя стволами. Зарядка происходила сверху; заряды, благодаря силе притяжения, подавались из бункера по отдельным каналам к каждому стволу. Стрелок заряжал и стрелял из пушки, двигая вперед-назад рычаг на правой стороне пушки. Толкая рычаг назад, он экстрагировал стреляные гильзы, толкая вперед, перезаряжал все стволы. Движение вперед завершалось одновременным выстрелом из всех стволов. Пушка работала как органная пушка, стреляя с остановками, в отличие от современных систем Гатлинга и обычных пулемётов, таких как пулемёт Максима, которые могут вести огонь непрерывно.
Пушка была заменена в середине 1880-х годов новым поколением скорострельных орудий Hotchkiss и «Норденфельт» QF (англ. quick-firing) калибров 47 мм и 57 мм, стреляющие «в-направленными»[неизвестный термин] снарядами весом 3—6 фунтов.

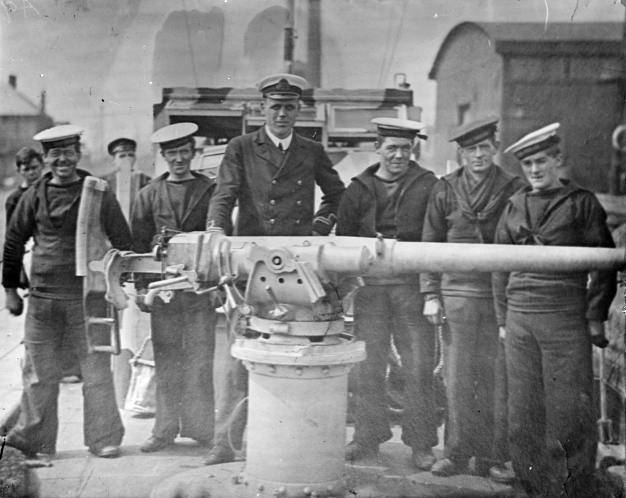
Палубная артиллерийская установка QF 3-pounder Hotchkiss Королевского ВМФ Великобритании — первая современная скорострельная пушка, 1915 год.

С 1886 года французская фирма Hotchkiss начала выпуск лёгких 3-фунтовых морских орудий QF 3-pounder калибра 47 мм. Пушка идеально подходила для защиты от малых быстрых судов, таких как торпедные катера, и была немедленно принята на вооружение Королевского ВМФ Великобритании под обозначением Ordnance QF 3-pounder Hotchkiss. Её по лицензии строила компания Elswick Ordnance Company.
В британском Королевском ВМФ установили пушку QF 4.7-inch на HMS Sharpshooter в 1889 году, а пушку QF 6-inch Mk 1 на HMS Royal Sovereign, который спустили на воду в 1891 году. За ними скорострельные пушки начали использовать на флотах других стран; французские ВМС начали устанавливать скорострельные пушки на кораблях в 1894—1895 годах.
Скорострельные пушки стали характерной чертой додредноутов, которые строились в 1890-х годах. Скорострельные пушки не могли пробивать толстую броню, но были способны разрушать надстройки вражеских линкоров, стрелять осветительными снарядами и уничтожать расчёты орудий. В начале 1900-х годов с ростом скорострельности тяжёлых орудий значение скорострельных морских пушек стало уменьшаться, хотя скорострельные пушки все ещё могли защищать линкоры от атак торпедных катеров и эсминцев; также они стали основным вооружением малых судов.

### В авиации
В авиации первым вооружением самолётов «Илья Муромец» стала корабельная скорострельная пушка «Гочкис» калибра 37 мм. Она устанавливалась на передней артиллерийской площадке и предназначалась для борьбы с «цеппелинами». В расчёт пушки входили наводчик и заряжающий. Площадки под установку пушки имелись на модификации «ИМ-А» (№ 107) и «ИМ-Б» (№ 128, 135, 136, 138 и 143), однако пушки установили только на двух машинах — № 128 и № 135. Они были испытаны, но в боевых условиях не использовались.